# Трубы Тутанхамона
Трубы Тутанхамона — пара сигнальных труб, найденных в погребальной камере Тутанхамона, фараона XVIII династии. Трубы, одна из стерлингового серебра, а другая из бронзы или меди, считаются старейшими действующими трубами в мире и единственными известными сохранившимися образцами из Древнего Египта.

## История
Трубы были найдены Говардом Картером в 1922 году во время раскопок гробницы Тутанхамона. Бронзовая труба была обнаружена в прихожей гробницы в большом сундуке, в котором лежали различные военные предметы и трости. Серебряная труба впоследствии была найдена в погребальной камере. Обе они тонко гравированы, с декоративными изображениями богов Ра, Птаха и Амона. На серебряном раструбе выгравирован узор-цветок лотоса из чашелистиков и чашечек, а также преномен и номен царя. Бронзовая труба может быть сделана из меди; металл пока не исследован. Похожие трубы изображены на египетских настенных росписях, которые обычно, хотя и не всегда, связаны с военными сценами.
Трубы, молчавшие более 3000 лет, прозвучали перед живой аудиторией, насчитывающей около 150 миллионов слушателей, во время международной трансляции Би-би-си, которая состоялась 16 апреля 1939 года. На трубах играл оркестрант Джеймс Тапперн из 11-го Королевского гусарского полка принца Альберта. С тех пор запись неоднократно транслировалась на BBC Radio, последний раз (17 июля 2023 г.) в программе Breakfast. Рекс Китинг, который вёл передачу 1939 года, позже утверждал, что во время репетиции серебряная труба разбилась, и Альфред Лукас, член команды Картера, которая реставрировала находки, был настолько расстроен, что ему пришлось обратиться в больницу. Из-за своей хрупкости трубы вряд ли будут снова использоваться в каких-либо официальных музыкальных реконструкциях.
Инструменты, вероятно, использовались для подачи военных сигналов на одной ноте; из трёх нот, которые современные трубачи извлекали из инструмента, одна была плохого качества, вторая (741 Гц = фа♯2) звучала нормально, а третья оказывала на инструмент такое сильное давление, что могла разрушить мундштук.

## Размеры, изготовление и исполнение
Серебряная труба имеет длину 57,2 см, бронзовая/медная труба — примерно на 7,6 см короче. Их трубки у устья около 1,3 см в диаметре, перед раструбом диаметр увеличивается до 2,5 см, а на завершении труб составляет 10,2 см. Концы мундштуков укреплены кольцами и по современным меркам велики, что затруднило бы игру на инструментах; перед выступлением Тапперну пришлось добавить современный мундштук (с набивкой, чтобы он подошёл).
Бронзовая труба была подробно исследована Джереми Монтегю в 1970-х годах. Она состоит из двух частей. Конический корпус изготовлен из прокатанного листа медного сплава толщиной от 0,2 до 0,25 мм. Он спаян по всей длине с помощью «очень искусно спаянного меандрового соединения… отшлифованного до идеальной поверхности», однако внутри он «слегка шероховатый», что указывает на то (как и следовало ожидать от церемониального инструмента), что внешний вид имел большее значение, чем акустические характеристики. Раструб изготовлен из другого, более тонкого материала: сплава золота, похожего на электрум, с содержанием золота от 0,1 до 0,13 мм толщиной. На нём нет видимых швов, вероятно, «его полировали до тех пор, пока золото не растеклось». Кольцо толщиной в 3,25 мм, образующее мундштук, вероятно, также было изготовлено из электрума. Кольцо, по-видимому, не было закреплено на корпусе, и Монтегю предположил, что, хотя на инструменте можно было извлечь три ноты, самая высокая нота не должна была звучать; помимо того, что её извлечение требовало усилий, конструкция трубы едва её выдерживала. Самая низкая нота слышна недалеко, что позволило Монтегю предположить, что в ритмическом сигнальном коде использовалась только средняя нота.

## Заявление о магической силе
Бронзовая труба была среди экспонатов, украденных из Египетского музея в Каире во время египетских грабежей и беспорядков 2011 года. Спустя несколько недель она загадочным образом вернулась в музей. По данным Аль-Ахрам, после возвращения Хала Хассан, куратор коллекции Тутанхамона в Египетском музее, заявила, что у трубы есть «магические силы» и что «всякий раз, когда кто-то дует в неё, начинается война». Якобы, во время документирования и фотографирования один из сотрудников дунул в трубу, и через неделю началась революция. То же самое уже случалось во время войны 1967 года и перед войной в Персидском заливе 1991 года, во время студенческого комплексного исследования коллекции Тутанхамона.